# 帕特里夏·贝拉斯克斯
帕特里夏·卡罗拉·贝拉斯克斯·森普伦（西班牙語：Patricia Carola Velásquez Semprún；1971年1月31日—），委内瑞拉女演员和时尚模特兒。

## 生平
1971年，帕特里夏·贝拉斯克斯出生在委内瑞拉苏利亚州马拉开波，她的父亲是麦士蒂索人，母亲是瓦尤人，她的早年在法国和墨西哥度过。

## 个人生活
贝拉斯克斯能說流利的英语、西班牙语、法语、意大利语。
2015年2月，贝拉斯克斯出版了自己的回忆录，其中谈到了她在委内瑞拉的贫困中成长的经历和她与桑德拉·伯恩哈德的关系从而意识到自己是女同性恋。这使她成为世界上第一个公开承认是同性恋的拉丁名模。她与前女友有一个女儿，她们在一起八年后分手。